# Attalea
Attalea és un gènere de palmeres (Arecaceae). Són plantes natives del Carib, Amèrica Central i Amèrica del Sud.

## Descripció
Són palmeres amb les fulles pinnades. Els fruits són ovoides de llavors el·líptiques i oleaginoses.
Scheelea princeps diversos taxonomistes consideren que també pertany a aquest gènere (com Attalea phalerata Mart. ex. Spreng.), encara que altres la consideren dins del gènere Scheelea. Forma simbiosi a la selva de l'Amazones amb l'arbre bibosi, del gènere Ficus.

## Taxonomia
El gènere va ser descrit per Carl Sigismund Kunth i publicat a Nova Genera et Species Plantarum (quarto ed.) 1: 309–310. 1815[1816]. L'espècie tipus és: Attalea amygdalina Kunth.
Etimologia
Attalea: és un nom que commemora Attaleu III Filometor, rei de Pèrgam a l'Àsia Menor, 138-133 aC.